# طار
طار (دار)، روستایی از توابع بخش مرکزی شهرستان نطنز در استان اصفهان ایران است. طار در ۳۰ کیلومتری جنوب غربی نطنز، در دامنه کوهستان کرکس است.
به روایت مهدی ابراهیم‌زاده طاری، دبیر بازنشسته آموزش و پرورش، مبنی بر اینکه: طار قریب به چهار هزار سال قدمت دارد، این روستا در میان دره‌ای طولانی از مزارع در دامنه کوه کرکس و منطقه کوهستانی واقع شده است. ارتفاع منطقه مسکونی بین ۲۳۰۰ تا ۲۴۰۰ متر از سطح دریا می‌باشد و آب مطبوع و خوش‌خوراکی دارد که از قنواتش تأمین می‌شود. این روستا در مسیر گردشگری کاشان-اصفهان-شیراز قرار دارد.

## زبان
زبان مردم این روستا گویش طاری زبان راژی از زبان‌های ایران مرکزی است.

## جمعیت
این روستا در بخش شمالی کوه کرکس قرار دارد و براساس سرشماری مرکز آمار ایران در سال ۱۳۹۵، جمعیت آن ۱۴۳ نفر بوده است. حیواناتی چون آهو و عقاب و یوز پلنگ و گرگ و سگ و موش صحرایی و سنجاب و دار کوب و گراز و روباه و کفتار به تعداد زیاد و انواع مار به خصوص کبری و عقرب و رتیل و مورچه خوار و خارپشت و جوجه تیغی و گاو و گوسفند و خر و انواع مارمولک‌های بزرگ وجود دارد.

## آب و هوا
طار منطقه‌ای خوش منظره و دارای آب و هوایی بسیار سرد در زمستان است. ولی با این حال تابستان آب و هوایش مطلوب است.
این منطقه از چشمه آرتزین آب چیک‌چیک، بقعه باباعبدالله (که گفته می‌شود ۱۳ قرن قدمت دارد)، کوچه‌باغ‌های بافت روستا با درختان سپیدار و کبودار می‌توان به عنوان جاذبه‌های گردشگری طار نام برد. از قدیم، گیوه‌چینی در این روستا وجود داشته است و گردشگران می‌توانند انواع لواشک، برگه زردآلو و مربا را به عنوان سوغات طار بهره‌برداری نمایند. در حیاط اقامتگاه بوم‌گردی ورشیو، سه تابلوی گواهینامه‌های اقامتگاه هم وجود دارد.

## معنی طار
طار که در لغت (پهلوی اشکانی) به معنی بهشت می‌باشد همچنین طار در زبان فارسی معانی متعددی دارد من‌جمله: غُلام طارّ؛ کودک نوخط. (منتهی الارب)، مرد سبلت دمیده. (مهذب الاسماء)، نوعی از ماهی است که در خلیج فارس صید کنند و مأکول اللحم است، کوهی است در بطن السلمی از سرزمین یمامه. (معجم البلدان)، داریه زنگی. (دورویهٔ زنگوله دار)

## تاریخ طار
در زمان‌های بسیار دور در حدود ۱۰۰۰ سال پیش اقوام زردشتی به شهرستان‌ها مختلف مهاجرت می‌کردند یکی از این قوم‌ها به قنات‌هایی رسیدند و منطقه سر سبزی پیدا کردند و آن جا را طار یعنی بهشت نامیدند.
پس از زلزله ای که باعث فرورفتن بخش‌هایی از سطح به درون زمین و ایجاد دهانه شد موجب شد که این قوم به بخشهای پایین‌تر بیایند و روستایی تشکیل دهند که امروز روستا طار است.
ساختمان قدیمی که آن را مقبره باباعبداله می‌نامند اولین آتشکده این روستا بود است زیرا باتوجه به تیزی طاق و گنبد آن بنای غیر اسلامی است و در هنگام ورود اعراب به علت روستا بودن این مکان فقط نقش این بنا را تغییر دادند.
نادرشاه بزرگ در هنگام عزم برای جنگ مورچه خورت از این مکان عبور می‌کند و همچنین طار محل استراحتگاه تابستانی شاهان صفوی از جمله شاه عباس صفوی بوده است.

## مهاجرت
بیشتر اهالی این روستا در صد سال اخیر به تهران مهاجرت کردند. اما همچنان تعداد اندکی به دامداری و باغداری و کشاورزی و به روش سنتی ادامه می‌دهند.